# Tino Thömel
Tino Thömel (Berlijn, 6 juni 1988) is een Duits voormalig wielrenner en ploegleider die in 2018 reed voor Bike Aid.

## Carrière
In 2014 kwam hij uit voor Team Stuttgart. Eind 2011 liep hij stage bij Geox-TMC. Thömel is tevens actief op de baan en was bij de junioren nationaal kampioen op de puntenkoers. In 2020 en 2021 was hij ploegleider bij Bike Aid.

## Overwinningen
2010
1e en 4e etappe Ronde van Alanya
2011
8e etappe Ronde van Normandië
1e en 6e etappe Ronde van Griekenland
3e etappe Szlakiem Grodów Piastowskich
2e etappe Ronde van Opper-Oostenrijk
2012
3e etappe Szlakiem Grodów Piastowskich
2013
6e etappe Ronde van Normandië
1e, 3e en 5e etappe Ronde van Loir-et-Cher
Eindklassement Ronde van Loir-et-Cher
3e etappe Szlakiem Grodów Piastowskich
2014
6e etappe Ronde van China I
2015
5e etappe Ronde van Taiwan
8e etappe Ronde van Korea
7e etappe Ronde van Hainan
2e etappe Ronde van Yancheng Coastal Wetlands
2016
2e etappe Ronde van China II
2017
3e etappe Ronde van Oekraïne
2018
5e etappe Ronde van het Poyangmeer

## Ploegen
- 2011 –  Team NSP
- 2011 –  Geox-TMC (stagiair vanaf 1-8)
- 2012 –  Team NSP-Ghost
- 2013 –  Team NSP-Ghost
- 2014 –  Team Stuttgart
- 2015 –  RTS-Santic Racing Team
- 2016 –  RTS-Monton Racing Team
- 2017 –  Bike Aid
- 2018 –  Bike Aid

Baldauf · Bruno · Eichler · Fiedler · Forberger · M.Fothen · T.Fothen · Mayer · Menville · Mortka · Obst · Schädlich · Schmeiser · Takacs · Thömel · Thurau
Domínguez · Fiedler · Forberger · Forke · Fothen · Fuchs · Heinze · Hooghiemster · Mayer · Menville · Obst · Radochla · Schädlich · Schäfer · Schmeiser · Thömel
Baldauf · Bonnin · Fiedler · Forberger · Forke · Fothen · Fuchs · Hooghiemster · Menville · Schäfer · Schmeiser · Schweizer · Thömel
Beck · Bichlmann · van Engelen · Habtom · Holler · Kangangi · Kipkemboi · Langat · Lechner · Mengis · Rugg · Schäfer · Schnapka · Teshome · Thömel · Kagimu (stagiair) · Kiplagat (stagiair)
Abraham · Bichlmann · Carstensen · van Engelen · Holler · Kagimu · Kangangi · Kipkemboi · Langat · Lechner · Schäfer · Schnapka · Teshome · Thömel